# Vitisiella vesicula
Vitisiella vesicula är en tvåvingeart som beskrevs av Fedotova 2003. Vitisiella vesicula ingår i släktet Vitisiella och familjen gallmyggor. Inga underarter finns listade i Catalogue of Life.